# Rubén Limardo
Rubén Limardo (n. 3 august 1985, Ciudad Bolívar, Bolívar, Venezuela) este un scrimer venezuelan specializat pe spadă.
Limardo  locuiește în Łódź, Polonia, unde studiază la Facultatea de Informatică. Este pregătit de unchiul său, Ruperto Gascón. Fratele lui mai mic, Francisco, este, de asemenea, scrimer de performanță.

## Carieră
Limardo a fost campion mondial de juniori la Linz în 2005 și a câștigat doi ani la rând Cupa Mondială la vârsta în 2003–2004 și în 2004–2005.
În categoria de seniori, a participat la Jocurile Olimpice de vară din 2008 de la Beijing. S-a clasat pe locul 23, fiind învins în tabloul de 32 de ucraineanul Dmîtro Ciumak. La Jocurile Olimpice de vară din 2012 de la Londra, a ajuns în finală, unde l-a întâlnit pe Bartosz Piasecki din Norvegia. Triumfând cu scorul de 15-10, a devenit primul campion olimpic venezuelan de după 1968. La Campionatul Mondial de Scrimă din 2013 de la Budapesta, a câștigat medalia de argint, după ce a fost învins în finală de estonul Nikolai Novosjolov.

## Legături externe
Materiale media legate de Rubén Limardo la Wikimedia Commons
- en  Profil la Comitetul Internațional Olimpic
- en Rubén Limardo la Olympedia.org